# Видобан (кантон)
Видобан (фр. Vidauban) — кантон на юго-востоке Франции, в регионе Прованс — Альпы — Лазурный Берег (департамент — Вар, округ Драгиньян). Кантон образован 22 марта 2015 года в качестве административного центра для 5 коммун округа Драгиньян департамента Вар.

## Историческая справка
Кантон Видобан — новая единица административно-территориального деления Франции (департамент Вар, округ Драгиньян), созданная декретом от 27 февраля 2014 года. Новая норма административного деления вступила в силу на первых региональных (территориальных) выборах (новый тип выборов во Франции). Таким образом, единые территориальные выборы заменяют два вида голосования, существовавших до сих пор: региональные выборы и кантональные выборы (выборы генеральных советников). Первые выборы такого типа, на которых избирают одновременно и региональных советников (членов парламентов французских регионов) и генеральных советников (членов парламентов французских департаментов) состоялись в Видобане 22 марта 2015 года. Эта дата официально считается датой создания нового кантона. Начиная с этих выборов, советники избираются по смешанной системе (мажоритарной и пропорциональной). Избиратели каждого кантона выбирают Совет департамента (новое название генерального Совета): двух советников разного пола. Этот новый механизм голосования потребовал перераспределения коммун по кантонам, количество которых в департаменте уменьшилось вдвое с округлением итоговой величины в соответствии с условиями минимального порога вверх до нечётного числа. В результате пересмотра общее количество кантонов департамента Вар в 2015 году уменьшилось с 43 до 23.
Советники департаментов избираются сроком на 6 лет. Выборы территориальных и генеральных советников проводят по смешанной системе: 80 % мест распределяется по мажоритарной системе и 20 % — по пропорциональной системе на основе списка департаментов. В соответствии с действующей во Франции избирательной системой для победы на выборах кандидату в первом туре необходимо получить абсолютное большинство голосов (то есть больше половины голосов из числа не менее 25 % зарегистрированных избирателей). В случае, когда по результатам первого тура ни один кандидат не набирает абсолютного большинства голосов, проводится второй тур голосования. К участию во втором туре допускаются только те кандидаты, которые в первом туре получили поддержку не менее 12,5 % от зарегистрированных и проголосовавших «за» избирателей. При этом, для победы во втором туре выборов достаточно простого большинства (побеждает кандидат, набравший наибольшее число голосов).

## Состав кантона
Новый кантон сформирован на территории трёх бывших коммун кантона Лорг: Лез-Арк, Лорг, Тарадо; одной — Ле-Мюи (Ле-Мюи) и одной — Ле-Люк (Видобан). Все коммуны входят в состав округа Драгиньян. Офис советника находится в коммуне Видобан.
С марта 2015 года площадь кантона — 276,45 км², включает в себя 5 коммун, население — 38 039 человек, плотность населения — 137,6 чел/км² (по данным INSEE, 2012).
| Коммуна | Французское название | Площадь, км² | Население, чел. (2012) | Плотность, чел/км² |
| ------- | -------------------- | ------------ | ---------------------- | ------------------ |
| Видобан | Vidauban             | 73,93        | 10 908                 | 148                |
| Ле-Мюи  | Le Muy               | 66,58        | 9 327                  | 140                |
| Лез-Арк | Les Arcs             | 54,26        | 6 971                  | 128                |
| Лорг    | Lorgues              | 64,37        | 9 047                  | 141                |
| Тарадо  | Taradeau             | 17,31        | 1 786                  | 103                |